# Башня Банка США (Лос-Анджелес)
U.S. Bank Tower (Library Tower, First Interstate World Center) — банк, расположенный в деловом центре Лос-Анджелеса (Калифорния).

## Описание и история
Является 24-м по высоте зданием в США, высочайшим небоскрёбом к западу от Чикаго, а также самым высоким зданием в Калифорнии. На крыше здания находится вертолетная площадка, что делает его самым высоким небоскрёбом с вертолётной площадкой на крыше в мире. Высота объекта — 310 метров. Небоскрёб находится в зоне повышенного сейсмического риска, поэтому проектом был предусмотрен запас прочности способный выдержать землетрясение магнитудой до 8,0 по шкале Рихтера. Строение состоит из 73 этажей и двухуровневой подземной парковки. Строительство небоскреба было начато в 1987 году и закончено в 1989. Здание было спроектировано Генри Коббом и архитектурной фирмой Pei Cobb Freed & Partners и стоило $ 350 миллионов. Это одно из самых узнаваемых зданий в Лос-Анджелесе.

## В массовой культуре
Практически точные копии этого здания присутствуют в Grand Theft Auto San Andreas и Grand Theft Auto V.